# HMS Queen (1902)
Pour les autres navires du même nom, voir HMS Queen.
Le HMS Queen est un cuirassé pré-Dreadnought de classe London de la Royal Navy.

## Histoire
Le HMS Queen est lancé et nommé par la reine consort Alexandra le 8 mars 1902, en présence du roi Édouard VII. C'est le premier grand événement public auquel le couple assiste depuis la fin de la période de deuil après l'accession d'Edouard VII l'année précédente.
Le HMS Queen est mis en service le 7 avril 1904 au chantier naval de Devonport pour servir dans la Mediterranean Fleet. Il retourne au Royaume-Uni en avril 1906 puis remise en service le 8 mai 1906 pour retourner en Méditerranée. Il est réaménagé à Malte en 1906 et 1907 pour servir de navire amiral et, le 20 mars 1907, devient le navire amiral de la flotte. Il retourne à Devonport le 14 décembre 1908. Le lendemain, le Queen est réaffecté dans l'Atlantic Fleet. Il entre en collision avec le navire marchand grec SS Dafni à Douvres le 1er février 1909, ne subissant aucun dommage sérieux et subit un carénage à Devonport en 1910 et 1911. Le 15 mai 1912, le Queen est transféré à la Second Home Fleet. En avril 1914, il devient le deuxième navire amiral de le 5th Battle Squadron et est affecté à des fonctions de navire-école d'artillerie à Portsmouth.
Lorsque la Première Guerre mondiale éclate en août 1914, le 5th Battle Squadron est affecté dans la Channel Fleet et basé à Portland. Le Queen et son sister-ship Implacable sont temporairement attachés à la patrouille de Douvres fin octobre 1914 pour bombarder les forces de l'armée allemande le long de la côte belge en soutien aux forces alliées combattant au front. Les forces allemandes attaquent les positions françaises à l'est de Dunkerque qui ont désespérément besoin d'un appui d'artillerie lourde. Une flottille de destroyers et de moniteurs aide à briser l'attaque avant que les Queen et Implacable arrivent. Les rapports d'une contre-attaque allemande imminente avec des croiseurs blindés, qui ne se sont finalement pas concrétisés, conduisent les Britanniques à envoyer des cuirassés en compagnie de la Force de Harwich. Lorsqu'il devint clair que la flotte allemande ne représente aucune menace, les Queen et Implacable retournent dans la Channel Fleet. Le 14 novembre 1914, le 5th Battle Squadron est transféré à Sheerness en cas d'éventuelle tentative d'invasion allemande, mais l'escadron retourne à Portland le 30 décembre 1914.
En mars 1915, alors que les flottes britannique et française menant la bataille des Dardanelles se préparent à lancer une attaque majeure le 18 mars, le commandant en chef, l'amiral Sackville Hamilton Carden, demande que deux autres cuirassés de la 5e escadre, les Implacable et Queen, soient transférés à son commandement dans l'attente de pertes dans l'opération à venir. L'Amirauté ordonne aux deux navires d'aller aux Dardanelles, ils quittent l'Angleterre le 13 mars 1915 et arrivent à Lemnos le 23 mars 1915. Au moment où ils arrivent, les Britanniques ont perdu deux cuirassés lors de l'attaque du 18 mars, ce qui a incité l'Amirauté à envoyer les deux derniers navires de la 5e escadre pour rejoindre la flotte. À son arrivée au large des Dardanelles, le Queen rejoint la 2e escadre et devient le vaisseau amiral du contre-amiral Cecil Thursby. Au cours du mois suivant, la flotte britannique et française commence les préparatifs pour le débarquement au cap Helles, le début de la partie terrestre de la campagne de Gallipoli. Il soutient les débarquements de l'ANZAC à Kabatepe le 25 avril 1915. Le Queen arrive au large de la plage du débarquement vers minuit, avec les cuirassés London et Prince of Wales ; ils sont chargés de soutenir le débarquement de la 3e brigade australienne. Le Queen couvre le côté droit de la plage. Au cours du débarquement, le Queen et les autres navires de couverture fournissent des tirs de couverture alors que les troupes de l'ANZAC avancent à l'intérieur des terres et aident à supprimer l'artillerie ottomane.
Les Queen, Implacable, London et Prince of Wales sont transférés au 2d Detached Squadron, organisé pour renforcer la marine italienne dans la mer Adriatique lorsque l'Italie déclare la guerre à l'Autriche-Hongrie. Elle arrive à sa nouvelle base, Tarente, le 27 mai 1915. De décembre 1916 à février 1917, le Queen est réaménagé pour servir de navire de dépôt pour le personnel du barrage d'Otrante qui tente d'empêcher les sous-marins allemands et austro-hongrois de traverser le canal d'Otrante. La plupart de son équipage retourne au Royaume-Uni, ne laissant derrière lui qu'une équipe de soins et d'entretien, le navire est progressivement désarmé au fur et à mesure que ses armes sont affectées à d'autres tâches. La plupart de ses canons de 6 pouces ont été retirés en avril 1917, les canons de 12 pouces ont été débarqués en octobre 1917 et remis à l'armée italienne pour repousser les attaques de l'armée austro-hongroise, bien que les tourelles fussent laissées à bord. Le Queen devient le vaisseau amiral des forces navales britanniques à Tarente, servant en tant que tel jusqu'en février 1918.
Le Queen quitte Tarente et retourne au Royaume-Uni en avril 1919 et est placé sur la liste d'élimination au Chatham Dockyard en mai 1919. Il obtint un sursis temporaire en juin 1919 lorsqu'il est retiré de la liste et rattaché au Pembroke Etablissement destiné à servir de navire d'hébergement. Le Queen est dans la liste de vente en mars 1920 et vendu à la ferraille le 4 septembre 1920. Il arrive à Birkenhead le 25 novembre 1920 pour être allégé afin qu'il puisse atteindre le chantier de démolition à Preston, puis arrive à Preston pour être démantelé le 5 août 1921.